# Anja Selbach
Anja Selbach (Anja Huber), né le 25 mai 1983 à Berchtesgaden, est une skeletoneuse allemande. Elle a notamment été championne du monde en 2008 à Altenberg et médaillée de bronze lors des Jeux olympiques de Vancouver 2010.
Lors de la saison 2010-2011,  elle n'est jamais descendue des podiums en Coupe du monde en remportant quatre manches sur huit, elle remporte ainsi pour la première fois le classement général.

## Palmarès
| Compétitions / Année    | Compétitions / Année    | 2006 | 2007 | 2008 | 2009 | 2010 | 2011 | 2012 | 2013 | 2014 | 2015 |
| ----------------------- | ----------------------- | ---- | ---- | ---- | ---- | ---- | ---- | ---- | ---- | ---- | ---- |
| Jeux olympiques d'hiver | Jeux olympiques d'hiver | 8e   | -    | -    | -    | 3e   | -    | -    | -    | -    | -    |
| Championnats du monde   | Ind.                    | -    | 15e  | 1er  | 4e   | -    | 2e   |      |      |      |      |
| Championnats du monde   | Mixte                   | -    | -    | 1er  | -    |      | 2e   | -    |      |      | 2e   |
| Championnats d'Europe   | Championnats d'Europe   | 4e   | 1er  | 1er  | 5e   | 1er  | 2e   | 1er  | 3e   | 3e   | 8e   |
| Coupe du monde          | Coupe du monde          | 12e  | 8e   | 5e   | 4e   | 11e  | 1e   | 3e   | 2e   | 5e   | 4e   |

### Coupe du monde
- 1 globe de cristal en individuel : en 2011.
- 31 podiums individuels : 12 victoires, 9 deuxièmes places et 10 troisièmes places.

#### Détails des victoires en Coupe du monde
| Édition   | Piste                                | Total |
| 2006-2007 | Igls Königssee                       | 2     |
| 2008-2009 | Winterberg Altenberg Königssee       | 3     |
| 2009-2010 | Park City Igls                       | 2     |
| 2010-2011 | Calgary Park City Igls Cesana Pariol | 4     |
| 2011-2012 | Altenberg                            | 1     |